# Бурмистенко, Михаил Алексеевич
Михаи́л Алексе́евич Бурми́стенко (укр. Михайло Олексійович Бурмистенко; 9 [22] ноября 1902 — 20 сентября 1941; в ряде источников ошибочно — 9 сентября 1941) — советский политический деятель.

## Биография
Родился в деревне Александровка (ныне — Аткарского района Саратовской области) в крестьянской семье.
В 1918—1919 годы был секретарём Моршанского уездного комитета РКСМ; в 1919 году вступил в РКП(б). В 1919—1922 годы — помощник уполномоченного, уполномоченный, начальник Информационного отдела, заместитель начальника сектора Оперативной части ЧК (Моршанск, Пенза, Покровск).
В 1922—1927 годы работал в АССР Немцев Поволжья: заведующий отделом обкома РКСМ; помощник, затем — начальник Политического сектора Военного комиссариата республики, заместитель ответственного редактора газеты «Трудовая правда» (Энгельс). В это время учился в Ленинградском коммунистическом университете (с 1924), затем — в Московском институте журналистики, который окончил в 1929 году.
С 1929 по 1932 год — ответственный редактор газеты «Трудовая правда» (Энгельс). В 1932—1935 годах — второй секретарь Калмыцкого обкома ВКП(б).
В 1936 году переведён в аппарат ЦК ВКП(б) заместителем заведующего Отделом руководящих партийных органов ЦК ВКП(б) Г. М. Маленкова, причастен к организации массовых чисток среди руководящего звена партии и государства.
Когда на Украину был направлен Н. С. Хрущёв, Бурмистенко в январе 1938 года был послан с ним вторым секретарём ЦК КП(б)У (исполняющий обязанности с 27 января 1938); одновременно был избран членом Политбюро ЦК КП(б)У (с 27.1.1938), членом Организационного бюро ЦК КП(б)У (с 18.6.1938). На первой сессии впервые избранного Верховного Совета Украинской ССР 25 июля 1938 года избран председателем Верховного Совета УССР.

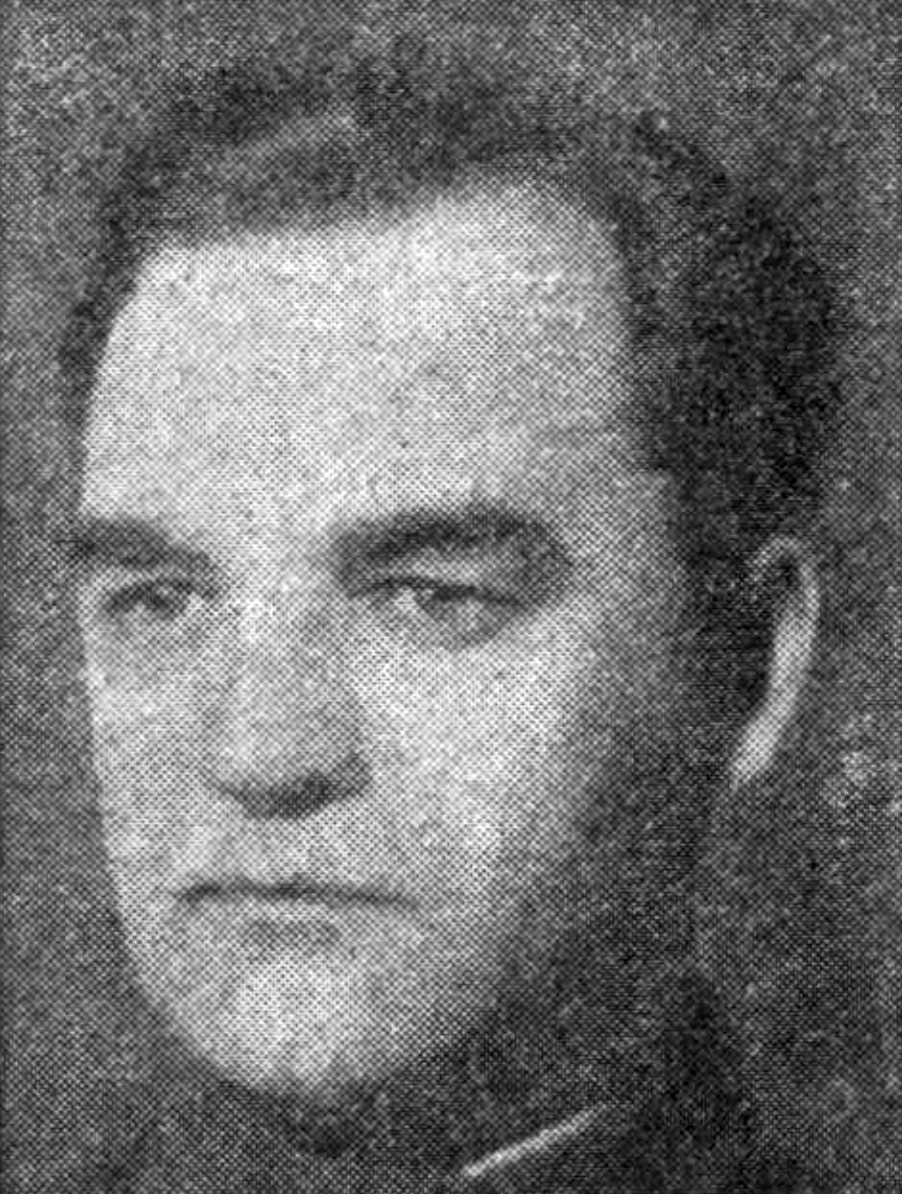
Михаил Бурмистенко, 1938 год

Делегат XVI (1930) и XVIII съездов ВКП(б) (1939) и XVIII партконференции (1941), где избирался членом ЦК ВКП(б) (1939—1941). Делегат XIV (1938) и XV (1940) съездов КП(б)У.
Депутат Совета Национальностей Верховного Совета СССР 1 созыва (от Адыгейской автономной области; с 1937); депутат Верховного Совета Украинской ССР 1-го созыва (от Винницкой области; с 1938).
После начала Великой Отечественной войны Бурмистенко сначала была поручена организация партизанского движения на Украине, а в августе 1941 года он был назначен членом Военного совета Юго-Западного фронта (6.8.1941 — 30.9.1941). Вместе с силами фронта во время отступления из Киева попал в окружение, при попытке выхода из которого (вместе с группой начальствующих лиц фронта, в частности, командующим фронтом генерал-полковником Михаилом Кирпоносом, начальником штаба фронта генерал-майором Василием Тупиковым) погиб 20 сентября 1941 года в урочище Шумейково неподалёку от хутора Дрюковщина, Лохвицкий район, Полтавская область.

## Память
В честь Михаила Бурмистенко названы улица и переулок в Голосеевском районе Киева, а также в Покровском районе Кривого Рога (ныне — улица Ивана Мазепы).

## Награды
- орден Ленина (07.02.1939)
- орден Отечественной войны I степени (посмертно)